# USB-Killer
USB-Killer sind Geräte, die über den USB-Port angeschlossen werden und das Gerät dann mit erhöhter Spannung bei ungenügendem Überspannungsschutz zerstören können. Sie sehen in der Bauform USB-Datensticks ähnlich. Zur Spannungsprüfung werden dazu zunächst Kondensatoren über Gleichspannungswandler auf eine hohe elektrische Spannung von etwa 200 V aufgeladen, welche dann schlagartig über die USB-Datenleitungen entladen werden. Fehlt dabei im mit dem USB-Killer verbundenen Gerät wie z. B. einem PC oder einem Notebook der Überspannungsschutz oder ist dieser unzureichend dimensioniert, so führt dies mit hoher Wahrscheinlichkeit zu einem Schaden. Es werden auch Varianten angeboten, mit denen sich Smartphones zerstören lassen. Der Stick dient der Sabotage und kann auch Geräte mit normgerechtem USB-Anschluss irreversibel beschädigen. Dabei hinterlässt er meist keine äußerlichen Spuren.